# 日本狼逍遥蛛
日本狼逍遥蛛（学名：Thanatus nipponicus）为逍遥蛛科狼逍遥蛛属的动物。分布于日本、朝鲜以及中国大陆的内蒙古、吉林等地。该物种的模式产地在日本。